# Merostachys kunthii
Merostachys kunthii är en gräsart som beskrevs av Franz Josef Ivanovich Ruprecht. Merostachys kunthii ingår i släktet Merostachys och familjen gräs. Inga underarter finns listade i Catalogue of Life.